# چامپترسیهر
چامپترسیهر (به فرانسوی: Champtercier) یک کمون (فرانسه) در فرانسه است که در canton of Digne-les-Bains-Ouest واقع شده‌است. چامپترسیهر ۱۸٫۳۱ کیلومتر مربع مساحت دارد ۷۰۰ متر بالاتر از سطح دریا واقع شده‌است.